# K.A
K.A è un album del 2004 del gruppo di rock progressivo francese Magma. Il disco è stato pubblicato dopo vent'anni di silenzio, anche se la composizione, del batterista Christian Vander, risale agli anni 1973-1974. Anche questo album, come molti dei precedenti, è cantato in kobaiano, la lingua artificiale dei Magma.

## Lista dei brani
1. "K.A I" - 11:12
2. "K.A II" - 15:53
3. "K.A III" - 21:43

## Formazione
- Christian Vander — Batteria, Voce, Percussioni
- James Mac Gaw — Chitarra
- Emmanuel Borghi — Piano, Piano elettrico
- Frédéric d'Oelsnitz — Piano elettrico
- Philippe Bussonet — Chitarra basso
- Stella Vander — Voce, Percussioni
- Antoine Paganotti — Voce
- Himiko Paganotti — Voce
- Isabelle Feuillebois — Voce